# Цвитовић (Јајце)
Цвитовић је насељено место у Босни и Херцеговини у општини Јајце. Административно припада Федерацији Босне и Херцеговине, односно њеном Средњобосанском кантону. Према попису становништва из 2013. у насељу је било 199 становника, а већинску популацију у насељу чинили су Хрвати.

## Становништво
По последњем службеном попису становништва из 2013. године у насељу Цвитовић живело је 199 становника, а село је било етнички хомогено са већинском хрватском популацијом.
| Националност | 2013. | 1991.        | 1981.        | 1971.        |
| Бошњаци      | —     | 151 (48,71%) | 195 (51,32%) | 181 (62,41%) |
| Хрвати       | —     | 159 (51,29%) | 185 (48,68%) | 109 (37,59%) |
| Срби         | —     | 0            | 0            | 0            |
| Укупно       | 199   | 310          | 380          | 290          |